# Macrotrachela pinnigera
Macrotrachela pinnigera is een raderdiertjessoort uit de familie Philodinidae. De wetenschappelijke naam van deze soort is voor het eerst geldig gepubliceerd in 1908 door Murray.